# Vision for all
Vision For All är en ursprungligen svensk hjälporganisation, som sysslar med att samla in gamla glasögon som skänkts av svenska folket, företag och aktörer i glasögonbranschen. Organisationen anordnar projekt i länder där man hjälper glasögonen att hitta nya ägare. Organisationen grundades av leg. optiker John J. Godoy, Ljungsbro, Sverige. 
I Sverige jobbar organisationens medlemmar med att sortera, tvätta och mäta upp de insamlade glasögonen för vidare transport ut till behövande i världen. På så sätt bidras det till ett bättre seende med chans att kunna studera, utföra ett arbete och på så sätt höja livskvaliteten.
Medlemmar i organisationen åker vanligtvis  i små grupper bestående av 2-3 optiker och lika många assistenter. Projektresorna brukar vara cirka 2 veckor långa. Glasögonen som ska delas ut transporteras oftast med i medlemmarnas egen packning. 
Allt arbete sker helt på ideell basis.
Vision For All har sedan 1997 undersökt 200 000 personer runt om i världen och alla som behövt har fått glasögon. Vision For All har hittills genomfört 163 olika projekt i bl.a. Nicaragua, Guatemala, Peru, Chile, Argentina, Venezuela, Kuba, Eritrea, Tanzania, Uganda, Rumänien, Mexiko, Västsahara, Burkina Faso, Bolivia, Zambia, Sydafrika, Ecuador och Litauen. Fler länder är intresserade och nu (vår, höst 2018) är Vision For All på väg till nya projekt i Indien och Kenya.